# برج اپرای توکیو
برج اپرای توکیو (ژاپنی: 東京オペラシティタワー ) (انگلیسی: Tokyo Opera City Tower) آسمان‌خراشی واقع در شینجوکو، توکیو، ژاپن است. این بنا که در سال ۱۹۹۶ تکمیل شد، ۲۳۴ متر (۷۶۸ فوت) ارتفاع دارد و ۵۴ طبقه دارد. این برج سومین ساختمان بلند در شینجوکو، توکیو و هفتمین ساختمان بلند در توکیو است. نزدیکترین ایستگاه قطار به این برج، هاتسودای است.